# Priego de Córdoba
Priego de Córdoba – miejscowość w południowej Hiszpanii, w Andaluzji, w prowincji Kordoba. Położone u stóp najwyższej góry Andaluzji - La Tinosa.

## Historia
- III wiek p.n.e. - najstarsze znalezione ślady osady rzymskiej
- IX wiek - podbite przez Arabów
- 1225 - podbita przez chrześcijan
- po trzęsieniu ziemi w 1755, miasto zostało rozbudowane w stylu barokowym dzięki dochodom przynoszonym przez liczne manufaktury produkującym jedwab i tekstylia.

## Zabytki
- XIII wieczny zamek obronny otoczony zachowanymi średniowiecznymi zabudowaniami miejskimi;
- kościół Santa Maria de la Asunción, zbudowany w XVIII wieku. Wewnątrz zwraca i uwagę piękna kaplica św. Sakramentu wykonana w 1784 przez Francisco Javiera Padrejasa. Ołtarz główny wykonany w stylu plateresco.
- barokowy kościół Iglesia de la Aurora zbudowany w 1771 roku, siedziba bractwa Nuestra Señora de la Aurora, którego członkowie w każdą sobotę przemierzają ulice miasta śpiewając pieśni maryjne i zbierając jałmużnę;
- Królewska Fontanna (hiszp. Fuente del Rey), barokowa fontanna z trzema zbiornikami wody i 139 otworami z których tryska woda. W centralnej części fontanny znajduje się figura przedstawiająca Neptuna otoczona przez inne rzeźby.